# Eineborn
Eineborn település Németországban, azon belül Türingiában. Lakosainak száma 323 fő (2023. december 31.). Eineborn Tautendorf és Renthendorf községekkel határos.

## Népesség
A település népességének változása:
| Lakosok száma | 342  | 329  | 328  | 324  | 324  | 320  | 323  |
|               | 2010 | 2014 | 2017 | 2019 | 2021 | 2022 | 2023 |